# Vahram Muratyan
 (mars 2015).
Si vous disposez d'ouvrages ou d'articles de référence ou si vous connaissez des sites web de qualité traitant du thème abordé ici, merci de compléter l'article en donnant les références utiles à sa vérifiabilité et en les liant à la section « Notes et références ».
 (août 2022).
Œuvres principales
Paris versus New York, Tick Tock, Va au Japon
Vahram Muratyan est un artiste visuel et designer graphique français.

## Biographie
Vahram Muratyan est né et vit à Paris.
En 1997 il entre à l'Académie Julian et poursuit sa formation à l'ESAG-Penninghen dont il sort diplômé en 2002 avec un projet de fin d'études (Entre-Deux : Perception graphique du Temps dans les Aéroports, sous la direction de Bernard Baissait).
En 2005 Bernard Baissait l'a appelé pour l'assister dans l'enseignement du design graphique (Niveau Master). De 2007 à 2010, Vahram enseignera les techniques pour concevoir un livre, de la mise en page à l'objet final.

### Paris vs New York
C’est avec Paris vs New York, livre graphique adapté de son blog, que l’on découvre l'univers de Vahram Muratyan. En vivant au début des années 2010 entre ses deux villes de cœur, Paris et New York, l'artiste met en parallèle leur gastronomie, la mode, le lifestyle, l'architecture etc. et décide de réaliser un match visuel amical en affiches qu'il poste quotidiennement sur son blog. Un design aux lignes épurées, une palette de couleurs pop, les visuels sont imprégnées de la nostalgie des films de la Nouvelle Vague à Paris et des affiches publicitaires de l'époque Mad Men à New York. Le blog est très vite partagé sur les réseaux sociaux, Vahram est contacté par Penguin Books pour concevoir un ouvrage. Sorti en librairie en France en 2011 et aux États-Unis en 2012, Paris vs New York connaît un succès international immédiat, avec une traduction en Allemagne, en Italie, au Brésil, en Corée du Sud et au Japon.
Vahram déclinera les visuels en affiches et boites de cartes postales.
Une version grand format, regroupant la collection complète de la série Paris vs New York, sortira en 2012 en France chez 10/18, en 2013 aux États-Unis chez Penguin, en 2014 en Italie chez Rizzoli.

### Nouveaux voyages
Artiste graphique, conteur visuel et directeur artistique reconnu par plusieurs grandes maisons de luxe et institutions avec qui il signe différentes collaborations, Vahram rejoint à partir de 2012 M le magazine du Monde pour une chronique visuelle hebdomadaire. Rassemblées, ces chroniques deviennent la base de son second livre, Tick Tock, Mémoires visuelles du temps qui passe, une plongée dans nos vies à mille à l'heure.
En 2017, Vahram Muratyan est nommé Chevalier des Arts et des Lettres par la première Ministre de la Culture d'Emmanuel Macron, Françoise Nyssen.
Après avoir signé en 2020 le design de la couverture des Fables de la Fontanel de Sophie Fontanel (Robert Laffont), son éditeur Antoine Caro, nouvellement nommé directeur des Éditions Seghers demande à Vahram Muratyan une nouvelle direction artistique. Depuis 2021, poésies en format carré historique de la maison, beaux-livres — musique et artistes naviguant autour de la poésie — et romans inédits, tous les livres sont supervisés par l'artiste graphique.
Depuis 2022, Vahram Muratyan est également responsable de toute la direction artistique de la collection Proche, les éditions en format poche des Arènes et de l'Iconoclaste.

### Vahram au Japon
En promotion pour ses deux premiers ouvrages, Vahram Muratyan découvre Tokyo puis le reste du Japon. À partir de 2014, il y retourne régulièrement pour des projets artistiques qui lui permettent d'explorer différents types de création : œuvres grand format (murals) pour Dominique Ansel Bakery, design sur objet pour le Pliage Longchamp à Tokyo, scénographie pour une exposition photo à Kyotographie en 2018.
Début 2019, l'artiste réunit un ensemble d'œuvres  (ukiyo-e, gravures, riso, impression sur céramiques, sérigraphies…) inspirées de ses différents séjours. L'exposition Voyages à Tokyo sera inaugurée en février 2019 pour un mois.
En 2020, en raison de la pandémie de COVID-19, le Japon ferme ses frontières. Empêché d'y retourner, Vahram se replonge dans ses notes visuelles et commence à écrire une lettre d'amour à ce pays unique. L'artiste puise son inspiration dans les jeux de mots qui font place à l'imagination : le jeu japonais Shiritori qui relie les mots par le sons des syllabes, la chanson Trois Petits Chats et imagine un ouvrage comme un livre-objet cadeau, sur le modèle d'un leporello et d'un makimono : dans Va au Japon, chaque double-page est reliée à la suivante, chaque idée convoque une image inattendue, en appelle d'autres par des couleurs et des formes graphiques qui se répondent. L'imaginaire baigné par les romans, les films, les anime ou jeux vidéo depuis des décennies, se superpose à la réalité du voyage dans cet archipel souvent extraordinaire.
Va au Japon est publié en France en septembre 2022, une co-édition Les Arènes et la nouvelle maison d'édition, Komon.

## Livres visuels
- Paris vs New York, éditions 10-18, 2011[10]
- Paris versus New York, a tally of two cities, Penguin, 2012[11]
- Tick Tock, éditions Stock, 2014[12]
- About Time, Little, Brown, 2014[13]
- Va au Japon, Les Arènes, 2022[14]

## Expositions
- Va au Japon, installation (giclée prints tirés du livre, miniatures, motion) Japan Experience, Paris, 2022
- Sakura Saikuru, installation (impression riso sur papier) dans le cadre du Parcours Saint-Germain, Paris, 2019
- Voyages à Tokyo, exposition (gravures, affiches sérigraphiées, riso prints, céramiques), Ateliers Blancs-Manteaux, Paris, 2019
- Tokyo Solo, scénographie (photographies de Gabriel de La Chapelle), Kyotographie, Kyoto, 2018
- Tick Tock au Bon Marché, installation (visuels sur bâche grand format, sérigraphies), Le Bon Marché Rive Gauche, 2014
- Merci aime Paris, installation, Merci, 2013
- colette waterbar, mural, colette, 2012
- Paris versus New York, giclée prints tirés du livre, The Standard NY, 2012
- Paris vs New York, giclée prints tirés du livre, colette, 2011

## Collaborations
- Prada[15], série visuelle Prada Parallel Universes FW 2012, campagne Prada Candy 2013-2016
- Dior, affiche pour le défilé Dior Croisière à New York, 2015
- M le magazine du Monde, chronique hebdomadaire, séries La ville est belle (2011-2013) et Être et à voir (2013-2015)
- Air France, affiche pour les 80 ans du Paris-New York
- Longchamp [16], design pour sacs Le Pliage Paris / London / New York / Tokyo
- Mairie de Paris, affiches pour les 50 ans de la relation Paris-Berlin, pour Mon premier festival…
- PSG, affiche pour la rencontre PSG-Real Madrid
- Dominique Ansel Bakery, mural prints pour les antennes de Tokyo, Londres et Los Angeles